# Austin Riley
Austin Riley (Memphis, Tennessee, 2 de abril de 1997) es un jugador profesional estadounidense de béisbol que se desempeña en la posición de tercera base en Atlanta Braves, equipo de las Grandes Ligas de Béisbol (MLB).

## Carrera
Fue seleccionado en la primera ronda en el Draft de la MLB de 2015. En 2019 hizo su debut profesional con el equipo Atlanta Braves, donde lleva jugando seis temporadas.